# 영화동 (수원시)
영화동(迎華洞)은 경기도 수원시 장안구의 남쪽에 위치한 법정동이다.

## 개요
영화동은 전형적인 도시지역 거주지로서 중위권 주민들이 많이 생활하고 있으며 수원시의 북동부 중심지의 역할을 하고 있다. 교통의 요충지이며 산업도로등 6개 주요도로를 관통하고 있으며, 유흥지로 소비성 접객업소가 많이 있다.
본래 영화동은 수원군 일형면에 속해 있었는데 1936년 수원읍에 편입되어 영화정(町)이 되었다. 1949년 수원읍이 수원부(수원시)로 승격되면서 연무동을 합병하였다가, 1954년 수원시 훈령에 따라 영화동과 연무동으로 분리하였다. 그러나 1961년 영화동과 연무동은 재합병되었다가 1963년 다시 연무동을 분리시키는 한편 조원리·송죽리를 편입하였다가 1990년 조원동, 송죽동을 분리시켰다. 영화동은 교통의 요지로 국도를 비롯한 산업도로가 남북을 가로지르며 북문 시외버스 터미널이 소재하는 등 수원시의 관문 역할을 하고 있다.

## 법정동
- 영화동

## 교육

### 수원시장안구사립대학교
- 성균관대학교 자연과학캠퍼스

### 수원시장안구사립전문대학
- 동남보건대학교

## 교통
- 경수산업도로